# Ephippus goreensis
Chèvre de mer
Espèce
Statut de conservation UICN

 LC  : Préoccupation mineure
Ephippus goreensis, la Chèvre de mer, est une espèce de poissons marins et d'eau saumâtre de la famille des Ephippidae.

## Description
Ephippus goreensis peut mesurer jusqu'à 30 cm de longueur totale mais sa taille habituelle est d'environ 25 cm.

## Répartition
Ce poisson se rencontre dans l'Atlantique est, depuis les côtes du Sénégal et du Cap-Vert jusqu'à celles du Gabon et de Sao Tomé-et-Principe. Il est présent entre 10 et 75 m de profondeur.

## Systématique
Le nom valide complet (avec auteur) de ce taxon est Ephippus goreensis Cuvier, 1831.
Ce taxon porte en français le nom vernaculaire ou normalisé suivant : Chèvre de mer.
Ephippus goreensis a pour synonyme :
- Chaetodipterus goreensis (Cuvier, 1831)

### Étymologie
Son épithète spécifique, composée de gore et du suffixe latin -ensis, « qui vit dans, qui habite », lui a été donnée en référence à sa localité type, l'île de Gorée au large du Sénégal. 